# 清太坪镇
清太坪镇，是中华人民共和国湖北省恩施土家族苗族自治州巴东县下辖的一个乡镇级行政单位。

## 行政区划
清太坪镇下辖以下地区：
清坪街社区、十里街社区、薛家山村、史家村、大石垭村、柘木水村、谭辕庄村、双树坪村、陈家湾村、木竹坪村、郑家园村、桥河村、高家坪村、石庄坪村、下村坪村、倒卜龙村、大堰塘村、金子龙村、六郎村、中磨坪村、樱桃水村、金满溪村、松林湾村、白鸠坪村、梯子口村、辽叶坪村、茂草坪村、汪家槽村、白果元村、红岩村、马蹄水村、香樟坪村、杉树湾村、金龙山村、八字岩村、白沙坪村、二里坡村、土坎子村、青山湾村、竹园坪村、黄土溪村、大幕岭村、思阳坪村、核桃坪村、青果山村和姜家湾村。

## 外部連結
- 湖北深山山崖上現人工水渠「絕壁天河」 （页面存档备份，存于）